# Мамас, Рафаил
Рафаил Мамас (греч. Ραφαήλ Μάμας; 4 марта 2001) — кипрский футболист, полузащитник клуба «АЕК (Ларнака)» и национальной сборной Кипра.

## Биография

### Клубная карьера
На взрослом уровне дебютировал в составе АЕК Ларнака, единственный матч за который сыграл 13 мая 2018 года, отыграв всю игру в рамках чемпионата Кипра против АЕЛ (Лимасол). 16 августа 2018 года Мамас подписал контракт с итальянским «Наполи», где играл только за юниорский состав, затем выступал на юниорском уровне за «СПАЛ». В 2021 году вернулся в АЕК Ларнака.

### Карьера в сборной
С 2017 года активно выступал за юношеские и молодёжную сборные Кипра. В национальной сборной дебютировал 11 ноября 2021 года в матче против России.